# Jang Hyun-seung
Pour les articles homonymes, voir Jang.
Dans ce nom coréen, le nom de famille, Jang, précède le nom personnel.
Jang Hyun-seung (coréen: 장현승; né le 3 septembre 1989) communément appelé Hyunseung, est un chanteur et danseur sud-coréen. Il est mieux connu pour avoir été le chanteur et danseur principal du boys band sud-coréen Beast jusqu'en avril 2016.
Hyunseung faisait aussi partie du duo Trouble Maker avec Hyuna. Le 1er décembre 2011, le duo sort son premier mini-album, Trouble Maker avec le titre principal du même nom.

## Carrière

### Débuts
En 2004, à l'âge de 15 ans, Hyunseung participe aux auditions pour YG Entertainment. Il a été éliminé au deuxième tour, mais est accepté comme stagiaire.
Pendant un an et quatre mois, il a été stagiaire dans le groupe BIGBANG. Pendant ce temps, il utilisait "SO-1" comme nom de scène. Mais, étant jugé trop timide par YG Entertainment, il fut renvoyé.

### Beast
Plus tard, il devient un des membres du groupe Beast. Le groupe a sorti 2 albums coréens, 8 mini-albums et plusieurs singles coréens.

### Activités solo
Le 7 mai 2014, Hyunseung sort son premier mini-album en solo, intitulé "MY". Son album a été plus influencé par les cultures pop et hip-hop.

### Trouble Maker
En décembre 2011, Hyunseung forme un duo avec une autre membre de son label, Hyuna, du groupe 4Minute. Ce duo est nommé "Trouble Maker" et débute par un premier album intitulé "Trouble Maker" pareillement à leur groupe.

### Départ de Beast
Le 19 avril 2016, Cube Entertainment annonce qu'il quitte définitivement le groupe afin de poursuivre une carrière solo.

## Famille et vie personnelle
Jang Hyunseung a grandi à Séoul en Corée du Sud. Il a une sœur cadette nommé Jang Geurim. Son père est décédé durant la matinée du 20 septembre 2012 à cause d'une crise cardiaque soudaine,.

## Discographie

### Mini-album (EP)
| MY | - Date de sortie : 8 mai 2015 - Labels : Cube Entertainment, CJ E&M Music - Formats : CD, téléchargement numérique Liste des pistes 1. "It's Me" 2. "Ma First ft. Giriboy" 3. "Breakup With Him ft. Tokki" 4. "Dirty Jokes" 5. "Come Out" 6. "I Said I Love You" | 3 | - COR : plus de 21 925 |
|    | "—" signifie que l'album ne s'est pas classé ou n'est pas sorti dans cette région. |   |                        |

### Singles
| Année                                                                         | Titre                          | Meilleure position | Ventes                  | Album               |
| Année                                                                         | Titre                          | COR                | Ventes                  | Album               |
| ----------------------------------------------------------------------------- | ------------------------------ | ------------------ | ----------------------- | ------------------- |
| 2015                                                                          | "Ma First" (featuring Giriboy) | 28                 | - COR : plus de 116 414 | MY                  |
| 2017                                                                          | "Home"                         | —                  | NC                      | Non issu d'un album |
| 2020                                                                          | "I Just Can't Stop Loving You" | —                  | NC                      | Non issu d'un album |
| "—" indique que le single ne s'est pas classé ou n'est pas sorti dans ce pays |                                |                    |                         |                     |

### Autres chansons classées
| Année | Titre                                 | Meilleure position | Ventes                 | Album |
| Année | Titre                                 | COR                | Ventes                 | Album |
| ----- | ------------------------------------- | ------------------ | ---------------------- | ----- |
| 2015  | "Break up With Him" (featuring Tokki) | 70                 | - COR : plus de 23 804 | MY    |
| 2015  | "Dirty Jokes"                         | 100                | - COR : plus de 17 298 | MY    |
| 2015  | "I Said I Love You"                   | —                  | - COR : plus de 12 617 | MY    |

### Collaboration et OST
| Année | Date  | Titre                                | Artiste(s)                                   | Album                      |
| ----- | ----- | ------------------------------------ | -------------------------------------------- | -------------------------- |
| 2011  | 05.09 | “Loving U”                           | Yoon Doojoon, Jang Hyunseung, Yang Yoseob    | All My Love OST            |
| 2012  | 07.03 | “나는 나는 음악” (“I Am, I’m Music”) | Jang Hyunseung pour Mozart! Musical          | -                          |
| 2013  | 01.03 | “일년전에” (“One Year Ago”)          | Jang Hyun-seung, Jung Eun-ji, et Kim Nam-joo | ‘A CUBE’ FOR SEASON #WHITE |

## Filmographie
| Année | Titre           | Type             | Rôle     |
| ----- | --------------- | ---------------- | -------- |
| 2013  | Immortal Song 2 | Show TV de (KBS) | Lui-même |
| 2014  | Immortal Song 2 | Show TV de (KBS) | Lui-même |